# Robleda-Cervantes
Robleda-Cervantes ist ein nordwestspanischer Ort und eine Gemeinde (municipio) mit 400 Einwohnern (Stand: 2024) im Osten der Provinz Zamora der Autonomen Gemeinschaft Kastilien-León. Die Gemeinde besteht aus den Ortschaften Valdespino, Robleda, Sampil, San Juan de la Cuesta, Cervantes, Paramio, Triufé und Ferreros.

## Lage
Robleda-Cervantes liegt in der kastilischen Hochebene in einer Höhe von etwa 1020 m. Die Provinzhauptstadt Zamora ist etwa 106 Kilometer (Fahrtstrecke) in südöstlicher Richtung entfernt. Der Tera begrenzt die Gemeinde im Süden. Durch das Gemeindegebiet führt die Autovía A-52. Zahlreiche Berge befinden sich in der Gemeinde. Das Klima im Winter ist durchaus kalt, im Sommer dagegen warm bis heiß, Regen fällt verteilt übers ganze Jahr.

## Bevölkerungsentwicklung
| Jahr      | 1970 | 1981 | 1991 | 2001 | 2011 | 2021 |
| Einwohner | 1026 | 528  | 488  | 448  | 510  | 392  |

## Sehenswürdigkeiten

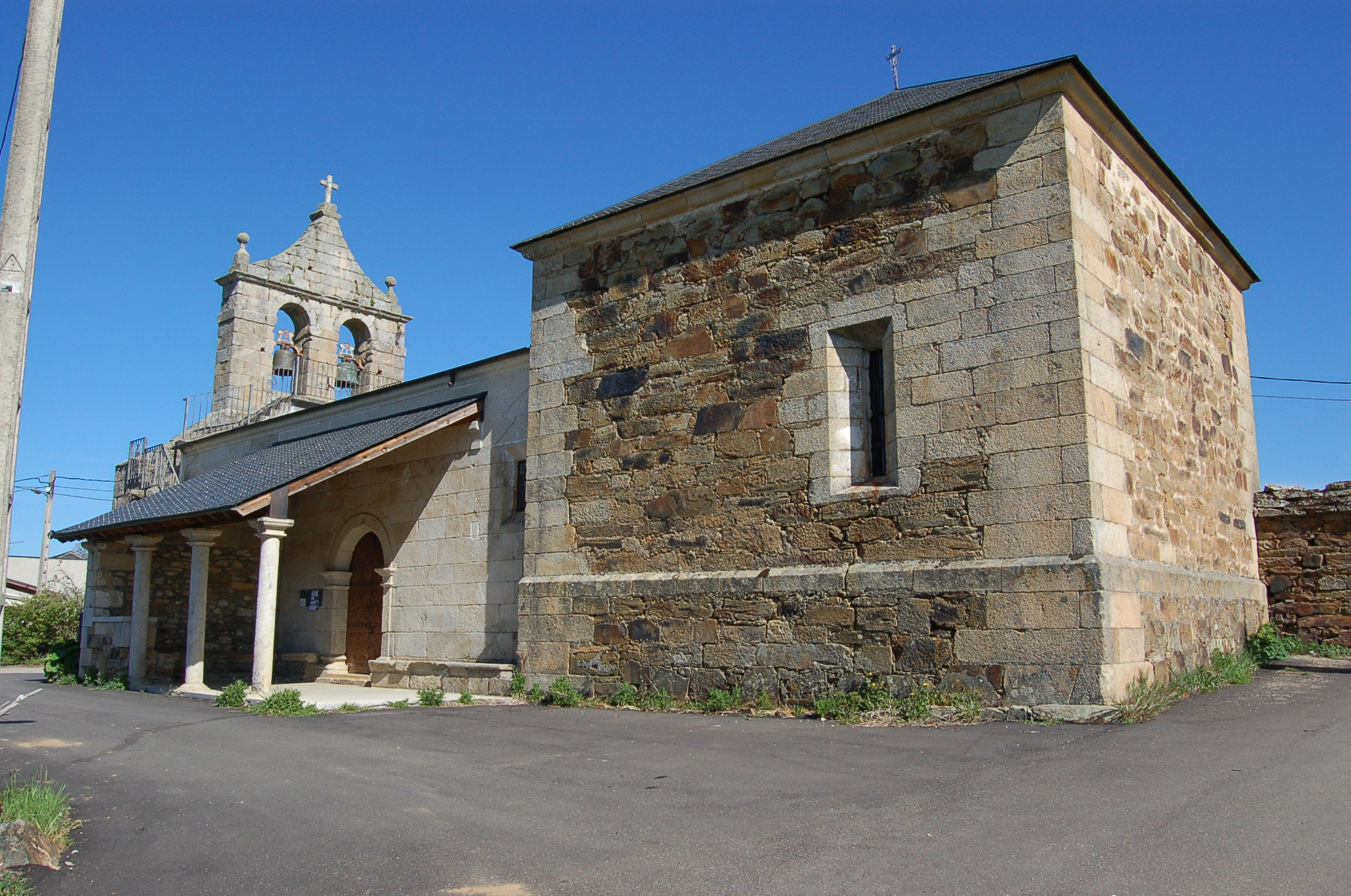
Kirche von Robleda
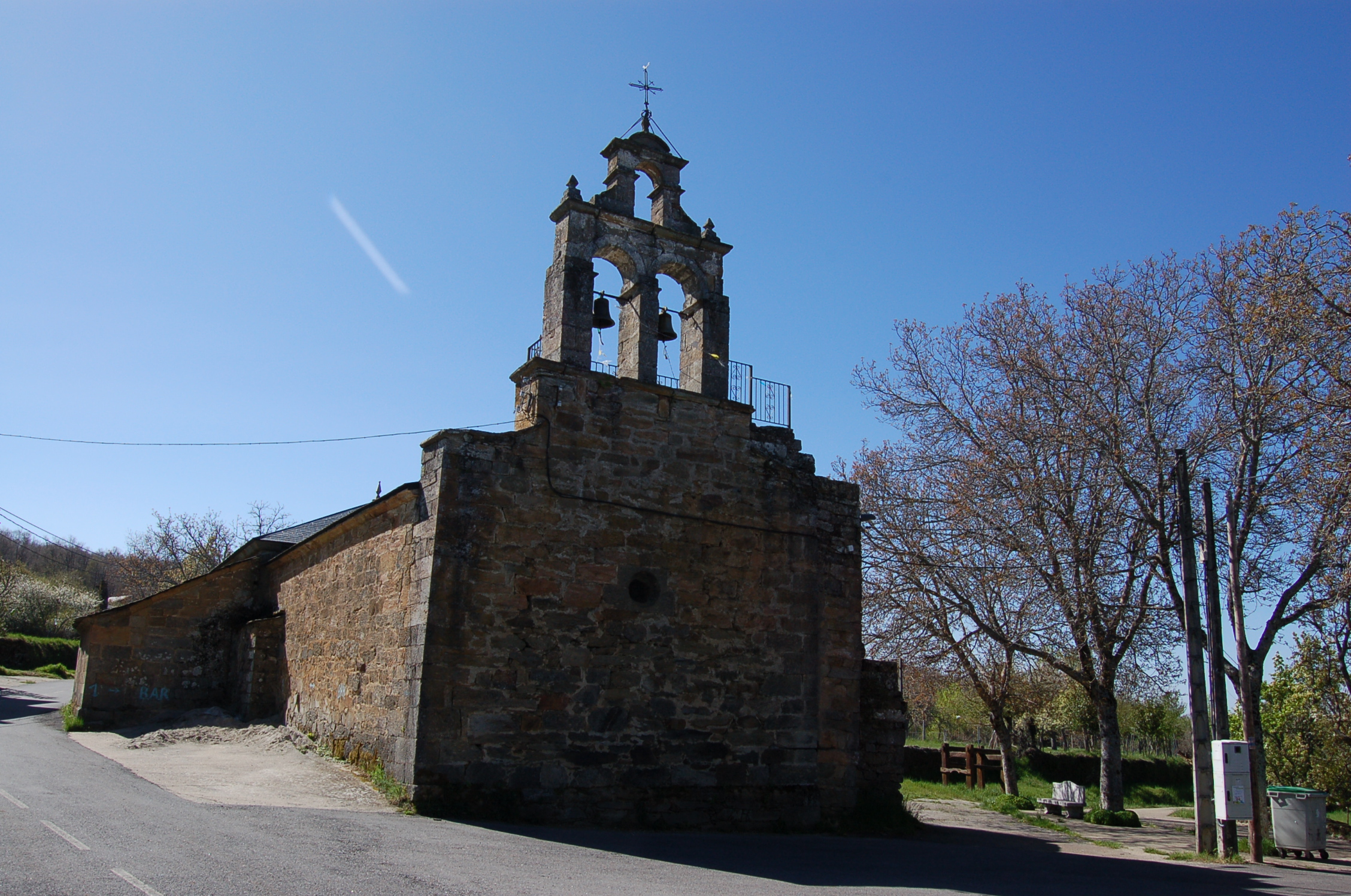
Kirche von Ferreros
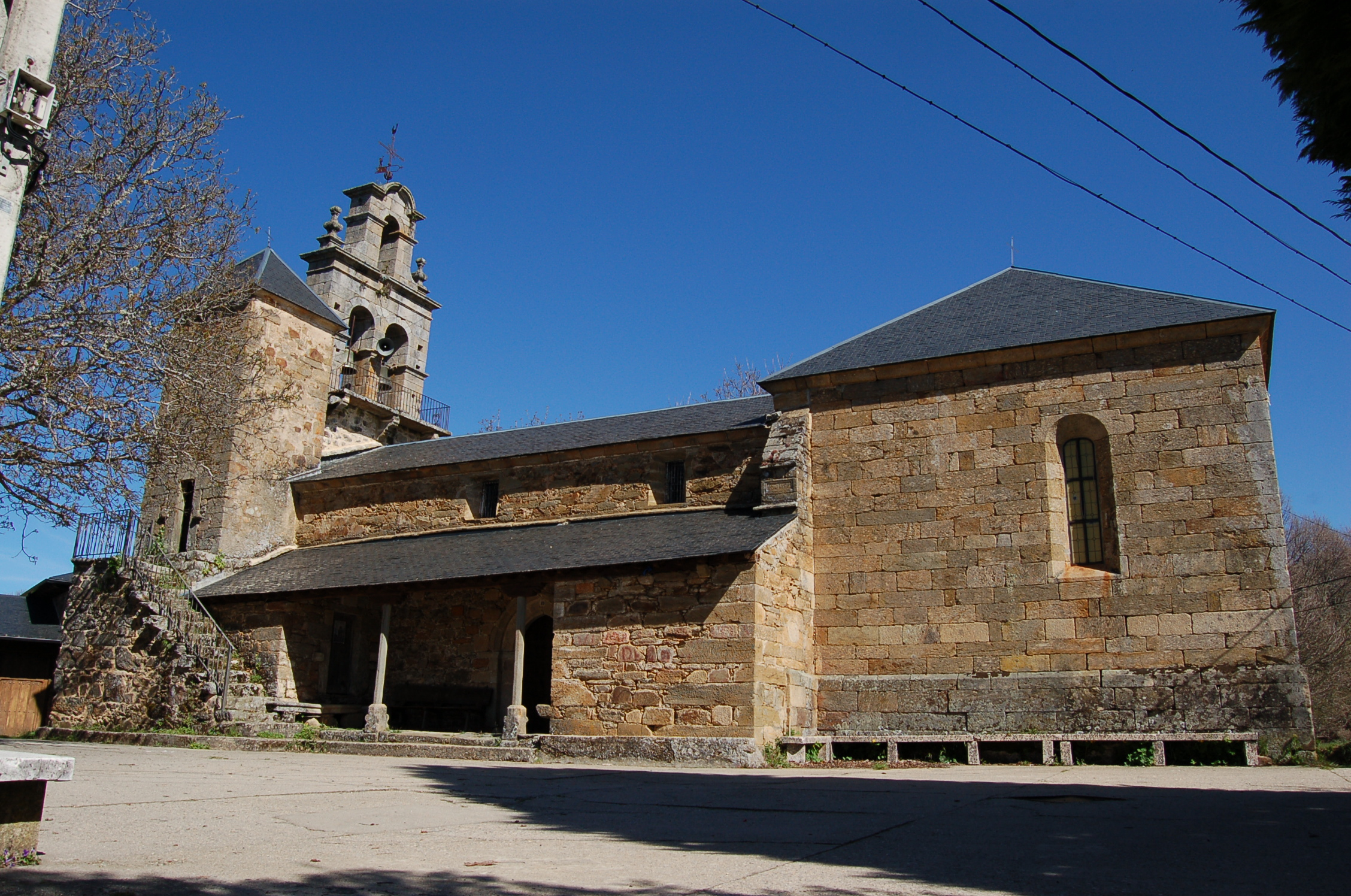
Kirche von Paramio
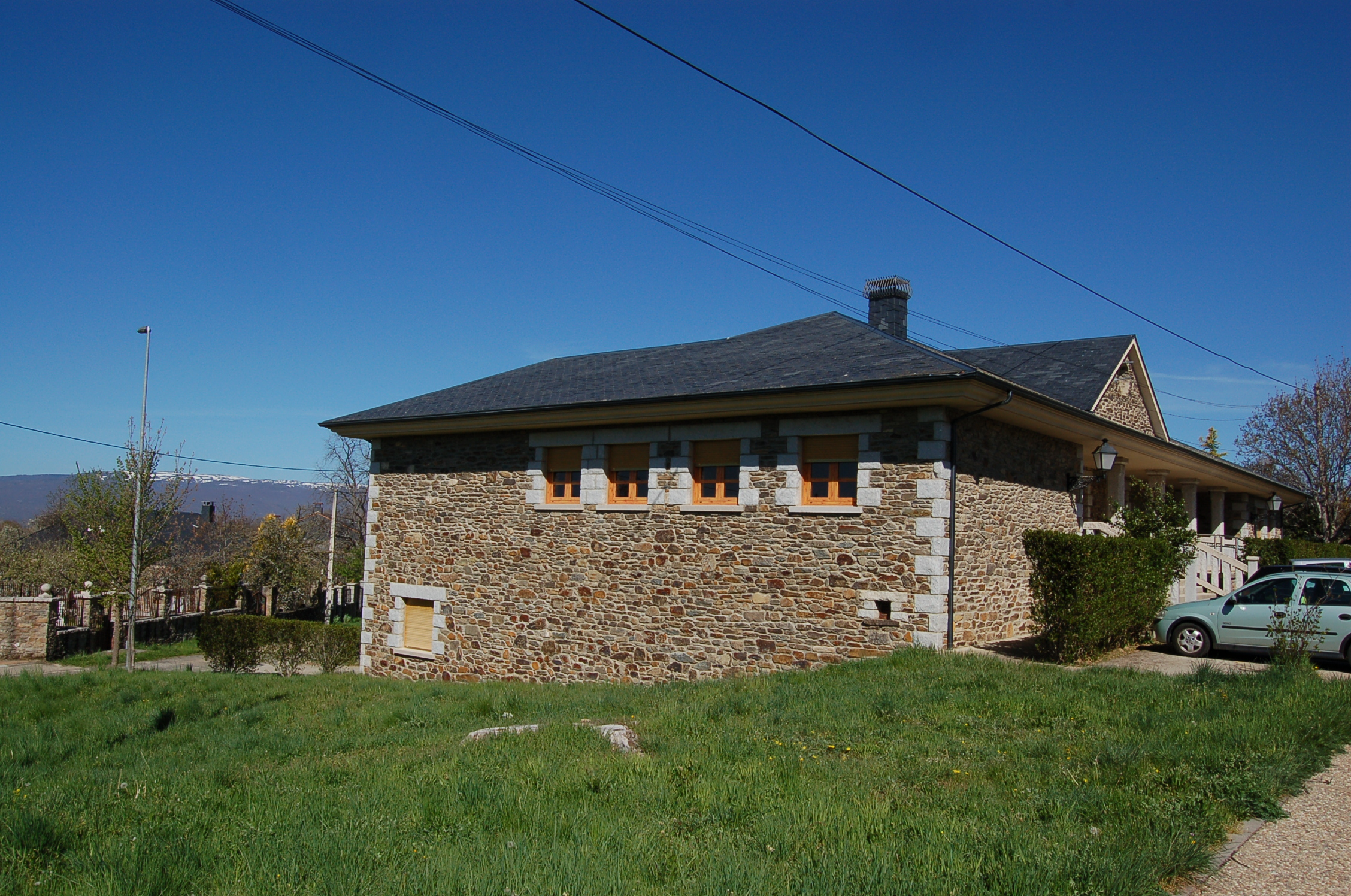
Rathaus

- Kirche von Robleda
- Kirche von Ferreros
- Kirche von Paramio
- Rathaus